# Districtul Fehérgyarmat
Fehérgyarmat (în maghiară Fehérgyarmati járás) este un district în județul Szabolcs-Szatmár-Bereg, Ungaria.
Districtul are o suprafață de 707,37 km2 și o populație de 38.363 locuitori (2013).